# Jean Esch
Œuvres principales
- Œuvres de Philip Pullman
  - À la croisée des mondes (1995-2000, trad. 1998-2001)
  - Sally Lockhart (1985-1994, trad. 2003-2004)
  - La Trilogie de la Poussière (depuis 2017)
- Œuvres de Stephen King
  - Sleeping Beauties (2017, trad. 2018)
  - L'Outsider (2018, trad. 2019)
  - L'Institut (2019, trad. 2020)
  - Si ça saigne (2020, trad. 2021)
- Œuvres de Michael Connelly
  - Harry Bosch (1992-1999, trad. 1993-2000)
- Œuvres de Donald Westlake
- Œuvres de Patricia Cornwell

Jean Esch, né en 1962, est un traducteur littéraire français travaillant sur des œuvres de langue anglaise.

## Biographie
Titulaire d'un DEA d'études anglophones, Jean Esch a commencé à traduire des romans pour enfants (série Alice de Caroline Quine ou Charlie et la chocolaterie).
Il travaille surtout dans les domaines du roman policier et du thriller,,. Il a ainsi traduit plusieurs romans de Robert Muchamore, Clive Barker, George Chesbro, Michael Connelly, Patricia Cornwell, James Crumley, Derek Denton, James Grady, Andrew Klavan, Ted Lewis, George Pelecanos, Donald Westlake, Kent Anderson.
Jean Esch a également traduit la majeure partie des œuvres de Philip Pullman, dont la série Sally Lockhart et la trilogie À la croisée des mondes. Il est de fait considéré comme le traducteur officiel de Pullman en France.
Il écrit également des sous-titres pour divers films et programmes télévisés, dont la série 24 Heures chrono,.

## Traductions

### Romans pour la jeunesse
- Alice et la Mémoire perdue (The girl who couldn't remember) / Caroline Quine. Paris : Hachette Jeunesse, 1993, 180 p. Collection Bibliothèque verte no 479 (série Alice).  (ISBN 2-01-020828-5)
- Alice et l'Architecte diabolique (The silent suspect) / Caroline Quine. Paris : Hachette jeunesse, 1994, 187 p. Coll. Bibliothèque verte no 483 (série Alice).  (ISBN 2-01-021365-3)
- Alice et la Pantoufle d'hermine (The clue in the crumbling wall) / Caroline Quine. Paris : Hachette jeunesse, 1997, 253 p. Coll. Bibliothèque verte no 448 (série Alice).  (ISBN 2-01-209478-3)
- Alice et le Fantôme de la crique (The ghost of Craven cove) / Caroline Quine. Paris : Hachette jeunesse, 1994, 220 p. Coll. Bibliothèque verte no 482 (série Alice).  (ISBN 2010213599)
- Alice et les Félins (The search for the silver Persian) / Caroline Quine. Paris : Hachette jeunesse, 1996, 254 p. Coll. Bibliothèque verte no 490 (série Alice).  (ISBN 2-01209466-X)
- L'Aventure du pied du diable / Arthur Conan Doyle. Paris : Syros jeunesse, 1999, 94 p. (Souris noire, no 27).  (ISBN 2-84146-645-0)
- Aventures de Tarzan (Jungle tales of Tarzan) / Edgar Rice Burroughs. Paris : Hachette jeunesse, 1994, 187 p. Coll. Bibliothèque verte no 35 (série Tarzan).  (ISBN 2-01-209235-7)
- Philip Pullman (trad. de l'anglais), À la croisée des mondes, t. I : Les Royaumes du Nord, Paris, Gallimard, 1998, 256 p. (ISBN 2-07-050997-4)
- Philip Pullman (trad. de l'anglais), À la croisée des mondes, t. II : La Tour des anges, Paris, Gallimard, 2000, 294 p. (ISBN 2-07-050988-5)
- Philip Pullman (trad. de l'anglais), À la croisée des mondes, t. III : Le Miroir d'ambre, Paris, Gallimard, 2001, 473 p. (ISBN 2-07-054360-9)
- Stravaganza : La Cité des masques (Stravaganza: City of Masks) / Mary Hoffman. Paris : Pocket Jeunesse, 2002, 394 p.  (ISBN 978-2-266-13811-6)
- Stravaganza : La Cité des étoiles (Stravaganza: City of Stars) / Mary Hoffman. Paris :Pocket Jeunesse, 2003, 392 p.  (ISBN 2-266-15914-3)
- Philip Pullman (trad. de l'anglais), Sally Lockhart, t. I : La Malédiction du rubis, Paris, Gallimard, 2003, 350 p. (ISBN 2-07-053849-4)
- Philip Pullman (trad. de l'anglais), Sally Lockhart, t. II : Le Mystère de l'Étoile polaire, Paris, Gallimard, 2003, 364 p. (ISBN 2-07-053850-8)
- Le Voleur de magie : Livre 1 (The magic thief) / Sarah Prineas
- Le Voleur de magie : Livre 2 (The magic thief-lost) / Sarah Prineas
- Le Voleur de magie : Livre 3 (The magic thief-found) / Sarah Prineas
- Philip Pullman (trad. de l'anglais), Lyra et les oiseaux, Paris, Gallimard, 2004, 48 p. (ISBN 2-07-055714-6)
- Philip Pullman (trad. de l'anglais), Sally Lockhart, t. III : La Vengeance du tigre, Paris, Gallimard, 2004, 630 p. (ISBN 2-07-053851-6)
- Philip Pullman (trad. de l'anglais), Sally Lockhart, t. IV : La Princesse de Razkavie, Paris, Gallimard, 2004, 411 p. (ISBN 2-07-053852-4)
- Prisonnier des Vikings / Nancy Farmer, mars 2006
- Artemis Fowl, tome 6 : Le Paradoxe du Temps / Eoin Colfer
- Philip Pullman (trad. de l'anglais), Il était une fois dans le Nord, Paris, Gallimard, 2008, 104 p. (ISBN 978-2-07-062125-5)
- Philip Pullman (trad. de l'anglais), La Trilogie de la Poussière, t. I : La Belle Sauvage, Paris, Gallimard, 2017, 544 p. (ISBN 978-2-07-509126-8)
- Alfred Kropp / Rick Yancey, 2019

### Autres ouvrages pour la jeunesse
- Auschwitz : l'histoire d'un camp d'extermination nazi (Auschwitz) / Clive A. Lawton ; trad. et adapt. Jean Esch. Paris : Gallimard jeunesse, 2002, 48 p.  (ISBN 2-07-053910-5)

### Romans policiers et thrillers
- Une affaire de sorciers (An affair of sorcerers) / George C. Chesbro. Paris : Rivages, 1990, 328 p. (Rivages noir ; 95).  (ISBN 2-86930-362-9)
- Absolution (Absolution) / Anthony Shaffer. Paris : Rivages, 1992, 234 p.  (ISBN 2-86930-586-9)
- Les Égouts de Los Angeles / Michael Connelly, 1993
- Aztèques dansants (Dancing Aztecs) / Donald Westlake. Paris : Rivages, 1994, 443 p. (Rivages-thriller).  (ISBN 2-86930-762-4)
- La Glace noire / Michael Connelly, 1995
- La Blonde en béton / Michael Connelly, 1996
- 361 (361) / Donald Westlake. Paris : Rivages, 1997, 237 p. (Rivages-thriller). Précédemment paru dans une version abrégée sous le titre : L'Assassin de papa.  (ISBN 2-7436-0186-8)
- Acid Queen (Acid casuals) / Nicholas Blincoe. Paris : Gallimard, 1998, 326 p. (Série noire ; 2523).  (ISBN 2-07-049677-5)
- Le Cadavre dans la Rolls / Michael Connelly, 1998
- Le Dernier Coyote / Michael Connelly, 1999
- Anacostia river blues (Down by the river where the dead men go) / George Pelecanos. Paris : Éd. Murder Inc., 1999, 291 p. (Thriller noir).  (ISBN 2-913636-04-7)
- Le Bandit mexicain et le cochon : nouvelles (The Mexican pig bandit) / James Crumley ; trad. avec Hugues Leroy. Paris : Gallimard, 1999, 216 p. (Série noire ; 2544).  (ISBN 2-07-049900-6)
- L'Envol des anges / Michael Connelly, 2000
- L'Amour est une arnaque (Love is a racket) / John Ridley. Paris : Éd. Murder Inc., 2002, 366 p. (Thriller noir).  (ISBN 2-913636-28-4)
- La 37e heure (The 37th hour) / Jodi Compton. Paris : Éd. des 2 terres, 2007, 315 p.  (ISBN 978-2-84893-042-8)
- Tolérance zéro / Patricia Cornwell, 2009
- Le Poète / Michael Connelly, 1997
- Cartel / Don Winslow, Seuil, 2016 ((en) The Cartel, 2015), trad. Jean Esch  (ISBN 978-2-02-121315-7). Réédition Points, coll. « Policier » n° P4701, 2018  (ISBN 978-2-7578-6947-5)
- Sleeping Beauties (Sleeping Beauties) / Stephen King et Owen King, ed. Albin Michel, 2018
- L'Outsider / Stephen King, 2019
- L'Institut / Stephen King, 2020
- Si ça saigne / Stephen King, 2021
- La Frontière / Don Winslow, HarperCollins France, 2019 ((en) The Border, 2019)
- Billy Summers / Stephen King, 2022
- Conte de fées / Stephen King, 2023
- Holly / Stephen King, 2024
- Plus noir que noir / Stephen King, 2025

### Autres
- Philip Pullman (trad. de l'anglais), Jésus le bon et Christ le vaurien, Paris, Gallimard, 2012, 176 p. (ISBN 978-2-07-013191-4)
- Emma Cline, Harvey, La Table Ronde, 2021.